# Ланарк (Іллінойс)
Ланарк (англ. Lanark) — місто (англ. city) в США, в окрузі Керролл штату Іллінойс. Населення — 1504 особи (2020).

## Географія
Ланарк розташований за координатами 42°6′7″ пн. ш. 89°49′58″ зх. д. / 42.10194° пн. ш. 89.83278° зх. д. (42.101865, -89.832818).  За даними Бюро перепису населення США в 2010 році місто мало площу 2,91 км², уся площа — суходіл.

### Клімат
| Клімат : Ланарк       | Клімат : Ланарк | Клімат : Ланарк | Клімат : Ланарк | Клімат : Ланарк | Клімат : Ланарк | Клімат : Ланарк | Клімат : Ланарк | Клімат : Ланарк | Клімат : Ланарк | Клімат : Ланарк | Клімат : Ланарк | Клімат : Ланарк | Клімат : Ланарк |
| Показник              | Січ.            | Лют.            | Бер.            | Квіт.           | Трав.           | Черв.           | Лип.            | Серп.           | Вер.            | Жовт.           | Лист.           | Груд.           | Рік             |
| Середній максимум, °C | −2              | 2               | 8               | 16              | 22              | 28              | 29              | 28              | 24              | 18              | 8               | 1               | 15,2            |
| Середній мінімум, °C  | −14             | −11             | −4              | 2               | 8               | 12              | 15              | 13              | 8               | 2               | −3              | −10             | 1,6             |
| Норма опадів, мм      | 36.3            | 38.6            | 66.8            | 93.2            | 110.2           | 121.2           | 97.3            | 115.3           | 88.4            | 69.3            | 72.1            | 51.3            | 959             |
| --------------------- | --------------- | --------------- | --------------- | --------------- | --------------- | --------------- | --------------- | --------------- | --------------- | --------------- | --------------- | --------------- | --------------- |
| Джерело: weather.com  |                 |                 |                 |                 |                 |                 |                 |                 |                 |                 |                 |                 |                 |

## Демографія
Згідно з переписом 2010 року, у місті мешкало 1457 осіб у 624 домогосподарствах у складі 410 родин. Густота населення становила 500 осіб/км².  Було 692 помешкання (238/км²).
Расовий склад населення:
| - 98,0 % — білих - 0,4 % — корінних американців - 0,3 % — чорних або афроамериканців - 0,3 % — азіатів |

До двох чи більше рас належало 0,8 %. Частка іспаномовних становила 0,8 % від усіх жителів.
За віковим діапазоном населення розподілялося таким чином: 22,4 % — особи молодші 18 років, 59,4 % — особи у віці 18—64 років, 18,2 % — особи у віці 65 років та старші. Медіана віку мешканця становила 43,7 року. На 100 осіб жіночої статі у місті припадало 95,8 чоловіків;  на 100 жінок у віці від 18 років та старших — 89,8 чоловіків також старших 18 років.
Середній дохід на одне домашнє господарство  становив 56 258 доларів США (медіана — 50 679), а середній дохід на одну сім'ю — 67 575 доларів (медіана — 62 697). Медіана доходів становила 43 646 доларів для чоловіків та 37 552 долари для жінок. За межею бідності перебувало 12,1 % осіб, у тому числі 15,6 % дітей у віці до 18 років та 7,0 % осіб у віці 65 років та старших.
Цивільне працевлаштоване населення становило 776 осіб. Основні галузі зайнятості: освіта, охорона здоров'я та соціальна допомога — 24,2 %, виробництво — 23,1 %, роздрібна торгівля — 12,8 %, будівництво — 7,0 %.